# МКС-10
МКС-10 — десятий довготривалий екіпаж Міжнародної космічної станції. Екіпаж працював на борту МКС з 16 жовтня 2004 року по 24 квітня 2005 року.
Під час десятої експедиції були здійснені роботи з обслуговування і розвантаження ТКГ «Прогрес» («Прогрес М-50»: розстикування; «Прогрес М-51»: стикування, розвантаження, розстикування; «Прогрес М-52»: стикування, розвантаження) і «Союз» («Союз ТМА-4»: розстикування; «ТМА-5»: розвантаження, «ТМА-6»: стикування). Були проведені наукові дослідження та експерименти за російською і американською програмами. Під час десятої основної експедиції були здійснені експедиції відвідин ЕП-7 та ЕП-8. По завершенні станція була передана екіпажу 11-ї основної експедиції.

## Екіпаж
Екіпажі (основний і дублюючий) МКС-10 і експедиції відвідування (ЕП-7) були призначені резолюціями Міжнародної комісії MCOP (від англ. Multiteral Crew Operation Panel — Багатостороння комісія за операціями екіпажів) від 28 січня і 29 червня 2004 року. Російські члени екіпажів були затверджені рішенням Міжвідомчої комісії (МВК) 28 серпня 2004 року.
У первісному складі (сформований 6 серпня 2002 року рішенням MCOP) основний екіпаж МКС-10 повинен був складатися з трьох членів: Лерой Чиао (як командир), Саліжан Шаріпов (пілот) та Джон Філліпс (бортінженер), але після катастрофи шаттла «Колумбія» всі екіпажі були скорочені до двох осіб.

### Основний екіпаж
- (НАСА): Лерой Чиао (4)[3] — командир;
- (Роскосмос): Саліжан Шаріпов (2) — бортінженер.

### Дублюючий екіпаж
- (НАСА): Вільям МакАртур (4) — командир;
- (Роскосмос): Валерій Токарев (2) — бортінженер[4].

### Експедиції відвідування
Разом з основним екіпажем МКС на «Союзі ТМА-5» було доставлено на станцію учасника програми експедиції відвідин ЕП-7:
- (Роскосмос): Юрій Шаргін (1)[5].

## Параметри польоту
- Нахил орбіти — 51,6 °;
- Період обертання — 92,0 хв;
- Перигей — 384 км;
- Апогей — 396 км.

## Виходи у космос
Членами 10-ї основної експедиції було здійснено два запланованих виходу у відкритий космос, обидва з стикувального відсіку-модуля «Пірс» (СО1).
- 26 січня, з 7:43 по 13:11 UTC — загальна тривалість 5 годин 28 хвилин. Основним завданням була установка європейського маніпулятора (50-сантиметрового робота-маніпулятора Robotik[6]) на російський службовий модуль «Зірка».
- 28 березня з 6:25 до 11:31 UTC — тринадцятий вихід з СТ «Пірс», загальна тривалість склала 5 годин 6 хвилин. Під час виходу були здійснені:
  - Монтаж антен міжбортової радіолінії WAL-4, 5, 6;
  - Монтаж антенного блоку апаратури супутникової навігації АСН-М;
  - Огляд і контроль переводу вузьконаправленої антени ОНА з положення «2» у положення «1»;
  - Фотографування мішені відеометра МВМ;
  - Запуск наносупутника ТНС-0[7].